# Molière (2007)
Molière ist ein französischer Kostüm- und Historienfilm von Laurent Tirard aus dem Jahr 2007. Im Fernsehen wurde er unter dem Titel Die Liebesabenteuer des Herrn Molière gezeigt.

## Handlung
Nach 13 Jahren auf Tournée in der Provinz kommt Molière mit seiner Schauspieltruppe zurück nach Paris. Sein Ruhm eilt ihm voraus, gilt die Gruppe doch als unvergleichlich im Spiel der Farce. Molière soll vor der königlichen Familie spielen, will jedoch endlich ernstes Theater präsentieren. Als er dies dem Bruder des Königs sagen will, muss er erkennen, dass dieser ausschließlich einen komödiantischen Stoff von ihm erwartet. Die zusätzliche Begegnung mit einer Bekannten von früher, die im Sterben liegt, bringt Molière dazu, seine Haltung zur Komödie zu überdenken. Er wird eine Komödie mit ernsten Elementen schreiben. Am Abend setzt er sich hin und beginnt, seine eigenen Gedanken zu Papier zu bringen.
Dreizehn Jahre zuvor: Molière und seine Schauspieltruppe sind hoch verschuldet. Ihre Präsentation von Stücken Corneilles wird vom Publikum schlecht angenommen, zumal Molière im ernsten Fach ein miserabler Schauspieler ist. Als zwei Schuldeneintreiber direkt auf der Bühne ihre Forderungen an Molière und seine Truppe verlesen, zieht er ihre Verlesung ins Lächerliche und lässt ihren Auftritt zur Farce werden. Das Publikum ist begeistert, und die Schuldeneintreiber spielen die Komödie notgedrungen mit. Am Ende des Auftritts wird Molière verhaftet. Sein Vater weigert sich, die Schulden zu zahlen, doch wird Molière von einem ihm unbekannten Mann aus dem Gefängnis geholt. Per Kutsche bringt man ihn zum reichen Monsieur Jourdain. Er hat Molière auf der Bühne beobachten lassen und braucht seine Hilfe: Er hat sich in die junge Marquise Célimène verliebt und will die Witwe mit einem selbstgeschriebenen Stück für sich einnehmen. Jourdain jedoch ist weder Schriftsteller noch Schauspieler und will nun Molières Hilfe in Anspruch nehmen. Da Molière andernfalls zurück ins Gefängnis gebracht wird, stimmt er dem Handel zu. Pikant ist, dass Jourdain verheiratet ist und mehrere Kinder hat. Um kein Aufsehen zu erregen, wird Molière im Gewand eines Priesters namens Tartuffe und als vermeintlicher neuer Hauslehrer für die jüngste Jourdain-Tochter in das Haus eingeführt. Jourdains Frau Elmire ist wenig begeistert, plötzlich einen Geistlichen im Haus zu haben. Der sonst kleinlaute Jourdain setzt seinen Willen jedoch durch.
Molière muss Jourdain schon bald erklären, dass sein Text für Célimène schlecht ist. Sein eigener Vorschlag wird von Jourdain verrissen, jedoch von Elmire begeistert aufgenommen, doch weiß sie nicht, wer der Verfasser ist. Jourdain behauptet, es sei ein junger Autor gewesen, den er selbst gut gefunden habe, der jedoch von Molière abgelehnt worden sei. Elmire verachtet Molière. Dieser fingiert einen Brief des vermeintlichen Stückeschreibers, in dem er Elmire zu einer verlassenen Ruine bittet. Er weiß, dass sein Text sie tief berührt hat. Er begegnet ihr verhüllt, doch als er sie küssen will, entzieht sie sich ihm und drückt ihm ein Geldstück für seine Arbeit in die Hand, bevor sie geht. Vor Jourdain behauptet sie, Molière stelle ihr nach. Sie arrangiert ein scheinbar unbeobachtetes Treffen mit Molière, das Jourdain unter einem Tisch verborgen mitverfolgt. Als Molière ihr dabei die Münze zeigt, erkennt sie, dass er der Autor der Zeilen war, die sie so bewegt haben. Sie verzichtet auf eine Bloßstellung Molières. Der beginnt nun heimlich eine Affäre mit Elmire. Gleichzeitig versucht er, Jourdain vor Schaden zu bewahren. Dieser wird von seinem vermeintlichen Freund Comte Dorante, dessen Titel ihm imponiert, seit längerem um sein Geld gebracht. Jourdain glaubt, über Dorante Kontakt zu Célimène erhalten zu können, und gibt Dorante seit längerem Briefe und Schmuckstücke an die junge Frau mit. Dorante jedoch schenkt die Stücke in seinem eigenen Namen, hat er doch selbst Interesse an Célimène. Auch jetzt übergibt Jourdain Dorante einen wertvollen Ring und einen Brief, den Molière für ihn verfasst hat. Dorante jedoch wirft den Brief weg, kurz nachdem er von Jourdains Anwesen fortgefahren ist. Molière findet den zerrissenen Brief und zwingt Dorante daraufhin, ein Treffen von Jourdain und Célimène bereits am nächsten Tag zu arrangieren. Hier zeigt sich Jourdain so unterwürfig wie linkisch und kann Célimène dazu bringen, ihm den Vortrag seines Stücks an einem anderen Tag zu erlauben.
Dorante sieht in der Zwischenzeit seine Geldquelle in Gefahr und setzt sich daher für eine Ehe seines Sohnes mit Jourdains ältester Tochter Henriette ein. Die liebt zwar ihren Musiklehrer, doch hat der keinen Titel. Gegen den Willen der Tochter entscheidet sich Jourdain für eine Ehe Henriettes mit Dorantes Sohn. Elmire will Henriette von Dorante freikaufen, doch kann sie die geforderten 30.000 Francs nicht herbeischaffen. Auch den Plan, mit Molière, dessen wahre Identität sie inzwischen erfahren hat, zu fliehen, gibt sie nun zugunsten ihrer Tochter auf.
Jourdains Stückpräsentation vor Célimène gerät zum Desaster, doch kann Dorante ihn davon überzeugen, dass sein Auftritt ein Erfolg war. Molière öffnet Jourdain die Augen, indem er ihn als Frau verkleidet unter die Hofdamen Célimènes schmuggelt und selbst als Marquis vor ihr auftritt. In einem spitzzüngigen Wortgefecht mit der Marquise wird auch deutlich, dass sie Jourdains Auftritt zutiefst lächerlich fand. Jourdain gibt sich zu erkennen und stellt Célimène und ihre Eitelkeit bloß. Er will nun wutentbrannt auch die Verlobung zwischen Dorantes Sohn und Henriette auflösen, doch warnt ihn Dorante vor den weitreichenden, gesellschaftlichen Konsequenzen. Als Jourdain verfrüht nach Hause kommt, hört er seine Frau beim Liebesspiel. Er vermutet vor Molière, dass seine Frau einen Liebhaber hat, doch gibt ihm Molière indirekt zu verstehen, dass er selbst dieser Liebhaber ist. Eine Verbindung Elmires zu einem anderen Mann könne unterbunden werden, wenn die erzwungene Verlobung Henriettes aufgelöst werde. Jourdain stimmt diesem Handel zu: In Absprache mit ihm erscheint nur wenige Momente vor der Trauung der aufgelöste Notar Jourdains, Bonnefoy, bei der Feiergesellschaft und erklärt zum Schein, dass Jourdains sämtliche Lager verbrannt wären, die Familie also plötzlich mittellos sei. Dorante reagiert, wie erwartet: Er entzieht sich und seinen Sohn nun überstürzt der Heirat, und Henriette kann ihren Musiklehrer heiraten. Molière wiederum hält Wort und verlässt die Familie Jourdain. Er kehrt zu seiner Schauspieltruppe zurück und nimmt sich einen Rat Elmires zu Herzen: Als Komödiant durchzieht er die nächsten 13 Jahre die Provinz und mehrt so seinen Ruhm.
Nun ist er nach Paris zurückgekehrt, hat Elmire sterbend vorgefunden und schreibt in einer Nacht sein Stück Tartuffe, das auf seinen Erlebnissen bei Jourdain beruht. Die Premiere wird ein großer Erfolg, auch wenn Molière wehmütig wird, hat er dem jungen Liebespaar auf der Bühne doch auch Worte in den Mund gelegt, die er und Elmire einst sprachen.

## Produktion

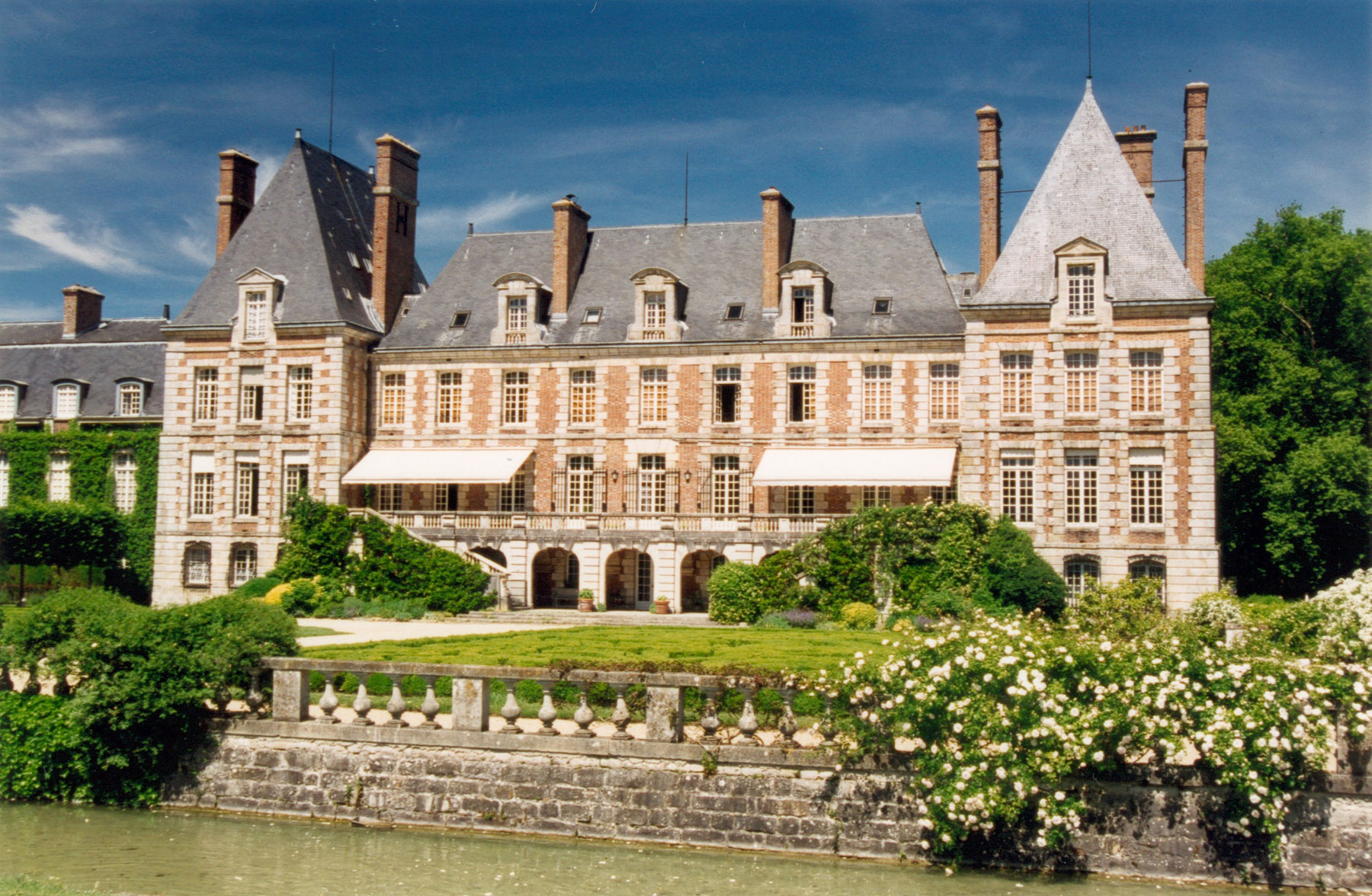
Das Château de Courances, im Film das Anwesen Jourdains

Der Film zeigt eine Mischung aus historischem Hintergrund und fiktiver Geschichte. Autorenfilmer Tirard ließ sich dabei von dem Theaterstück Sechs Personen suchen einen Autor des italienischen Nobelpreisträgers Luigi Pirandello inspirieren. Er wählte den historisch verbürgten Umstand der finanziellen Pleite Molières und den sechsmonatigen Zeitraum, von dem es keine Zeugnisse über Molières Aufenthalt gab. Für diesen Zeitraum schrieb Tirard eine Geschichte, die größtenteils auf den beiden Theaterstücken Der Bürger als Edelmann und Der Menschenfeind basiert.
Molière wurde unter anderem in Paris und auf Schloss Versailles gedreht. Das Anwesen Jourdains fand man im Schloss Courances. Der Film kam am 31. Januar 2007 in die französischen Kinos. Am 19. Juni 2008 lief er in die Kinos der Schweiz an und erschien in Deutschland im Oktober 2009 direkt auf DVD. Im Fernsehen wurde der Film unter anderem im Ersten 2010 unter dem Titel Die Liebesabenteuer des Herrn Molière gezeigt.

## Synchronisation
| Rolle    | Darsteller       | Synchronsprecher |
| -------- | ---------------- | ---------------- |
| Molière  | Romain Duris     | Philipp Brammer  |
| Jourdain | Fabrice Luchini  | Frank Röth       |
| Dorante  | Édouard Baer     | Michael Lott     |
| Thomas   | Gilian Petrovski | Benedikt Gutjan  |
| Valère   | Gonzague Montuel | Stefan Günther   |

## Kritik
Der film-dienst nannte Molière eine „amüsante Hommage an das Theatergenie, bei der die Figuren reizvoll Bezug auf das Personal der Stücke Molières nehmen.“
Cinema nannte das „pralle Ausstattungsstück“ eine „lustige Hommage an den Meister“ und schrieb: „So kommt eine echte Molière-Komödie in Gang – mit Hintersinn, Mut zur Albernheit und dem einschlägigen Personal. Ein zitatenreicher, komplexer und toll gespielter Spaß, nicht nur für Kenner.“

## Auszeichnungen
Auf dem Internationalen Filmfestival Moskau gewann Laurent Tirard für Molière den Publikumspreis; Fabrice Luchini wurde als Bester Darsteller mit dem Silbernen Georg ausgezeichnet. Der Film war 2008 für vier Césars nominiert: Pierre-Jean Larroque für das Beste Kostüm, Laurent Tirard und Grégoire Vigneron für das Beste Originaldrehbuch, Françoise Dupertuis für das Beste Szenenbild sowie Fabrice Luchini als Bester Nebendarsteller.